# Noemie Thomas
Pour les articles homonymes, voir Thomas.
Noemie Thomas, née le 4 février 1996 à Richmond (Colombie-Britannique), est une nageuse canadienne.
Elle remporte aux Jeux panaméricains de 2015 à Toronto deux médailles d'argent, l'une en 100 mètres papillon et l'autre en 4 x 100 mètres quatre nages.